# 290 Bruna
290 Bruna је астероид главног астероидног појаса чија средња удаљеност од Сунца износи 2,339 астрономских јединица (АЈ).
Апсолутна магнитуда астероида је 11,5 а геометријски албедо 0,243.